# برکنل، تاسمانی
برکنل (به انگلیسی: Bracknell) یک شهرک در استرالیا است که در تاسمانی واقع شده‌است.